# تقی محمد
تقی محمد (نام کامل وی: أبوالحسین الإمام أحمد المکتوم التقی بن الوفی أحمد المستور) نهمین امام در مذهب شیعه اسماعیلی شاخه نزاری و دهمین امام در شاخه مستعلی است. وی در ۱۷۴ هجری زاده شد و در ۲۱۲ هجری درگذشت. در طول سی و سه سال، او پیشوای معنوی و مذهبی اسماعیلیا دانسته می‌شد. او را در روایات اسماعیلی، صاحب الرسائل نیز نامیده اند. اسماعیلیان نزاری و مستعلی، خلفای فاطمی را از نسل او می‌دانند. محل اقامت او، شهر سلمیه در غرب سوریه بوده است؛ وی دومین امام اسماعیلی بود که زندگیش را در خفا زیست. وی معاصر با مأمون بود، اسماعیلیان اعتقاد دارند که مأمون به دستگیری و قتل تقی محمد دستور داد، اما وی موفق شد از سلمیه بگریزد. محل مرگ وی نامعلم است. وی پسرش زکی عبدالله را به جانشینی خود برگزید.

## کتابشناسی/ یادکردها
- ویلیام بوردهی (۱۳۶۴=)، تحقیقی در آیین اسماعیلیه، ترجمهٔ زهرا سعیدی، مشهد: تابناک تاریخ وارد شده در |سال= را بررسی کنید (کمک)
- محمد بن زین العابدین (۱۳۶۲=)، تاریخ جماعت اسمعیلیه:هدایت المومنین الطالبین، ترجمهٔ هما خاقان زاده، به کوشش الکساندر سیمونوف.، تهران: اساطیر تاریخ وارد شده در |سال= را بررسی کنید (کمک)